# Stanley (Dakota del Nord)
Stanley és una població dels Estats Units a l'estat de Dakota del Nord. Segons el cens del 2000 tenia 1.279 habitants.

## Demografia
Segons el cens del 2000, Stanley tenia 1.279 habitants, 576 habitatges, i 332 famílies. La densitat de població era de 285,4 hab./km².
Dels 576 habitatges en un 24% hi vivien nens de menys de 18 anys, en un 48,1% hi vivien parelles casades, en un 6,8% dones solteres, i en un 42,2% no eren unitats familiars. En el 39,8% dels habitatges hi vivien persones soles el 24% de les quals corresponia a persones de 65 anys o més que vivien soles. El nombre mitjà de persones vivint en cada habitatge era de 2,12 i el nombre mitjà de persones que vivien en cada família era de 2,84.
Per edats la població es repartia de la següent manera: un 22,3% tenia menys de 18 anys, un 5,9% entre 18 i 24, un 18,8% entre 25 i 44, un 22,8% de 45 a 60 i un 30,3% 65 anys o més.
L'edat mediana era de 47 anys. Per cada 100 dones de 18 o més anys hi havia 82,7 homes.
La renda mediana per habitatge era de 23.993 $ i la renda mediana per família de 35.074 $. Els homes tenien una renda mediana de 26.250 $ mentre que les dones 17.813 $. La renda per capita de la població era de 15.349 $. Entorn del 5,7% de les famílies i el 10,7% de la població estaven per davall del llindar de pobresa.

## Poblacions més properes
El següent diagrama mostra les poblacions més properes.